# St. Elisabeth (Nordhausen)
Die Kirche St. Elisabeth in Nordhausen im Landkreis Nordhausen wurde vor 1422 errichtet und kurz nach 1828 abgebrochen.

## Geschichte
Die erste Erwähnung der Kirche St. Elisabeth war im Jahr 1422, als der Mainzer Weihbischof Heinrich einen vierzigtägigen Ablass gewährte. 1436 stifteten die Nordhäuser Bürger Hans Swelngrebil und Hermann von Werther das Hospital St. Elisabeth als Pilgerherberge, es wurde direkt am Mühlgraben errichtet. Die Kirche wurde dem Hospital als Gottesdienstraum zugeschlagen. Die Stadt Nordhausen übernahm das Patronat über die Stiftung und bestimmte zwei Ratsherren als Vormunde. 1437 wurden die Altäre der verlassenen Kapelle St. Ägidius auf dem Barfüßer Tor, sowie der verödeten Kapelle der heiligen Barbara in Oberrode, in die Kirche St. Elisabeth verlegt. Die Gründer des Hospitals Hans Swelngrebil und Hermann von Werther hatten dies beim Erzbischof Dietrich von Mainz beantragt, die Genehmigungsurkunde ist auf den 16. Mai datiert. Sie behielten an den Altären einige Rechte.
Im Zuge der Reformation wurde die Gemeinde St. Elisabeth mit der Gemeinde bei St. Nikolai zusammengelegt. 1524 zahlte der Rat der Stadt Nordhausen 200 Gulden an Hans Swelngrebil, damit dieser auf alle seine Rechte an der Hospitalstiftung verzichtete. Ein ähnlicher Ausgleich wurde 1549 mit der Familie von Werther geschlossen, welche die Rechte am Hospital vom 1463 verstorbenen Hermann von Werther geerbt hatte. Ab 1549 brachte die Stadt auch Obdachlose im Hospital unter. 1577 verlegte die Altendorfer Gemeinde ihre Gottesdienst in die Kirche St. Elisabeth, da die Altendorfer Kirche zu baufällig geworden war.
1828 verkaufte die Stadt Nordhausen das Grundstück der Kirche samt der anliegenden Wohnung und die Kirche wurde zwecks Bebauung der Fläche zum Abriss freigegeben. Die öffentlich ausgeschriebene Versteigerung wurde auf den 17. Juli 1828 festgesetzt. Ein Sebastian Krapf erwarb das Grundstück für 180 Taler, die Kirche wurde abgebrochen und die Fläche wurde mit Wohnhäusern bebaut. Das Kirchenvermögen wurde der Altendorfer Kirche zugeschlagen. Das Hospital hatte nach Abbruch der Kapelle noch lange Bestand. 1895 wurde es noch als städtisches Armenhaus genutzt. 1980 wurde es abgerissen.

## Hospitalgebäude
Das Gebäude besaß zwei Stockwerke. Im Erdgeschoss befanden sich eine Küche, ein Geräteraum und eine gemeinschaftliche Männerstube, im ersten Stock befanden sich Zimmer für Pilger und Arme, sowie eine gemeinschaftliche Frauenstube.

## Kunstgegenstände
- Die Kirche besaß zwei Vikarien, die von den Stiftern des Hospitals, Hans Swelngrebil und Hermann von Werther, gestiftet waren.
- Drei Reliquienkästchen entstammten einer Schenkung des Nordhäuser Bürger Konrad von Tannrode gemeinsam mit seiner Frau Sophie aus dem Jahre 1430. Diese Reliquien sollen durch Vorfahren der Familie aus dem Heiligen Land mitbrachten worden sein.
- Die Kirche besaß eine Orgel, sie wird als sehr kunstvoll beschrieben.
- Grabsteine von Angehörigen der Familien Swelngrebil und Werther waren vorhanden. Der Grabstein Hermann von Werthers (Todesjahr 1463) ist näher beschrieben: Auf dem Grabstein war er betend in kniender Position dargestellt, mit gefalteten Händen über dem Wappenschild. An seiner Seite befand sich ein Kurzschwert, er trug Schnabelschuhe. Auf dem Wappenschild war sein Familienwappen abgebildet, ein laufender Windhund und ein Windspiel. Eine lateinische Umschrift lautete: „Anno domini quadringentesimo sexagesimo trino on die sancti remingii obiit cicumspectus vir herman de werter.“ (Im Jahre des Herrn 1463 am Tag des heiligen Remigius (1. Oktober) starb der umsichtige Mann Hermann von Werther.) Bei Abbruch der Kirche wurde der Grabstein für 3 Taler verkauft und zu Schleifsteinen verarbeitet.

## Elisabethbrunnen
Der noch heute erhaltene Brunnen galt als Gesundbrunnen, es ist die Sage einer Augenheilung überliefert. Seit dem 17. Jahrhundert führen Metallrohre das Wasser, das den Brunnen speist. Um 1920 versiegte das Wasser. Am 22. März 2000 wurde der Brunnen restauriert und wieder in Betrieb genommen. Er zählte einst zu den Sieben Wundern Nordhausens.